# Nursery Favorites
Nursery Favorites è un cortometraggio muto del 1913 diretto da Allen Ramsey (ma il nome del regista non è confermato).

## Produzione
Il film fu prodotto dalla Edison Company. Venne girato con il sistema del Kinetophone (chiamato anche Phonokinetoscope), uno dei primi tentativi di cinema sonoro inventati da Edison e da Dickson per creare un sistema di cinema sonoro già dal 1893, quando fu presentato all'Esposizione Mondiale di Chicago. Nel 1913, Edison presentò un nuovo Kinetophone, che venne utilizzato per girare una serie di film che impiegavano il nuovo procedimento sonoro.

## Distribuzione
Negli Stati Uniti, fu distribuito dalla General Film Company. Nel 2002, la Grapevine Video lo ha distribuito in DVD NTSC, in una versione di sei minuti inserita in un'antologia di film muti che comprendeva anche il lungometraggio How Molly Made Good e il corto Sergeant Hofmeyer.